# 大肚磺溪里福興宮
大肚磺溪里福興宮為台中市大肚區磺溪里（舊稱下寮仔尾）之信仰中心，地址是台中市大肚區磺溪里文昌一街65號。

## 沿革
廟內記載早在二百多年前先人渡台墾荒時，即以蘇府王爺為下寮仔尾開基神聖，並於清嘉慶二十一年（西元1816年）建草廟奉祀。道光二十八年（西元1848年）村民將王爺與趙家奉祀之玄天上帝二帝爺合祀並重建廟宇，光緒六年（西元1880年）再由趙鑑捐地，與蘇友、趙正共同策劃改建，並留下石製香爐。
日治大正十二年（西元1923年）重修，並於第二次世界大戰期間陸續雕塑天上聖母、池府千歲、包府千歲、關聖帝君、觀世音菩薩等神明供奉。
戰後民國四十年（西元1951年）重建，民國五十五年（西元1966年）增建前殿，最後於民國八十六年（西元1997年）於原廟址改建完工為今貌。

## 祀神
主神龕：蘇府王爺、玄天上帝、關聖帝君
另配祀天上聖母、池府王爺、王府王爺、包公、觀音菩薩、城隍爺、西秦王爺、虎爺等神聖。

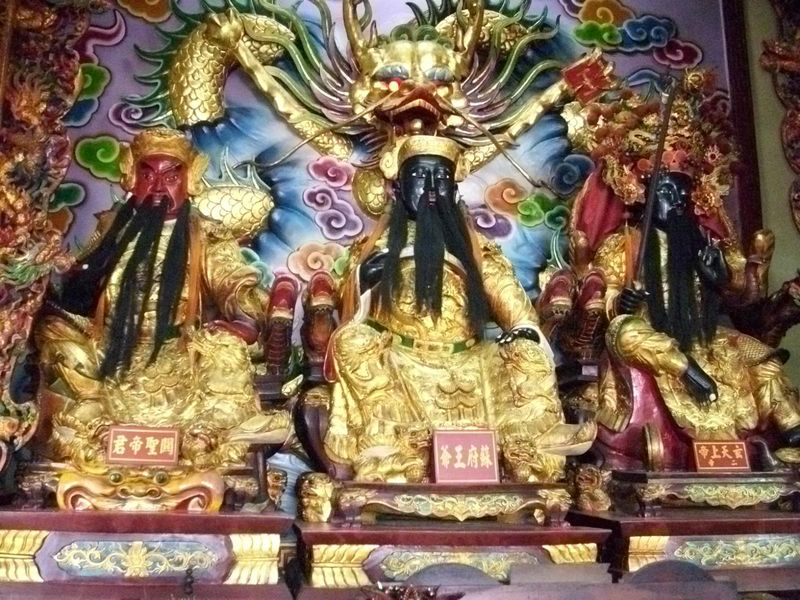
台中市大肚區福興宮-蘇府王爺、玄天上帝、關聖帝君聖像。

## 參見

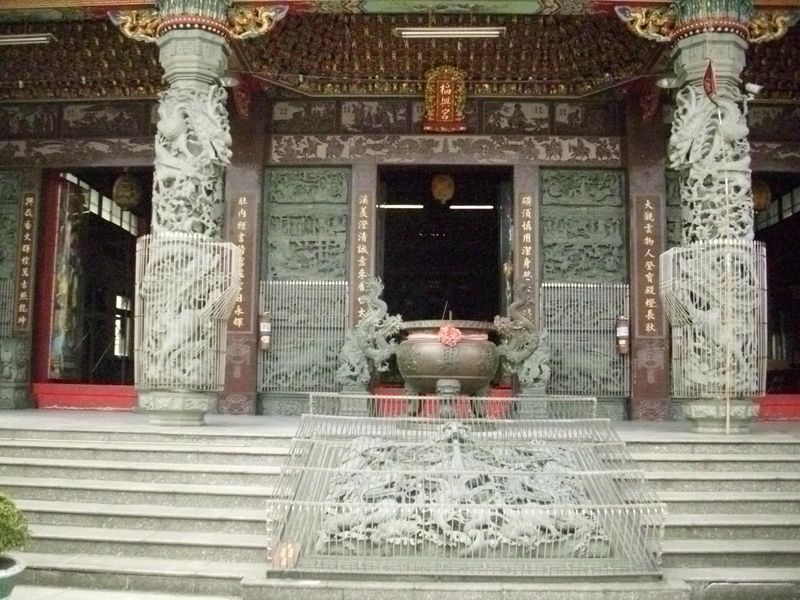
台中市大肚區福興宮-天公爐。

## 外部連結
- 台中市大肚區磺溪社區發展協會（页面存档备份，存于）